# Дом Республики (Саранск)
Дом Республики (также в народе — «Белый дом») — резиденция Главы Республики Мордовия, Правительства Республики Мордовия.

## История

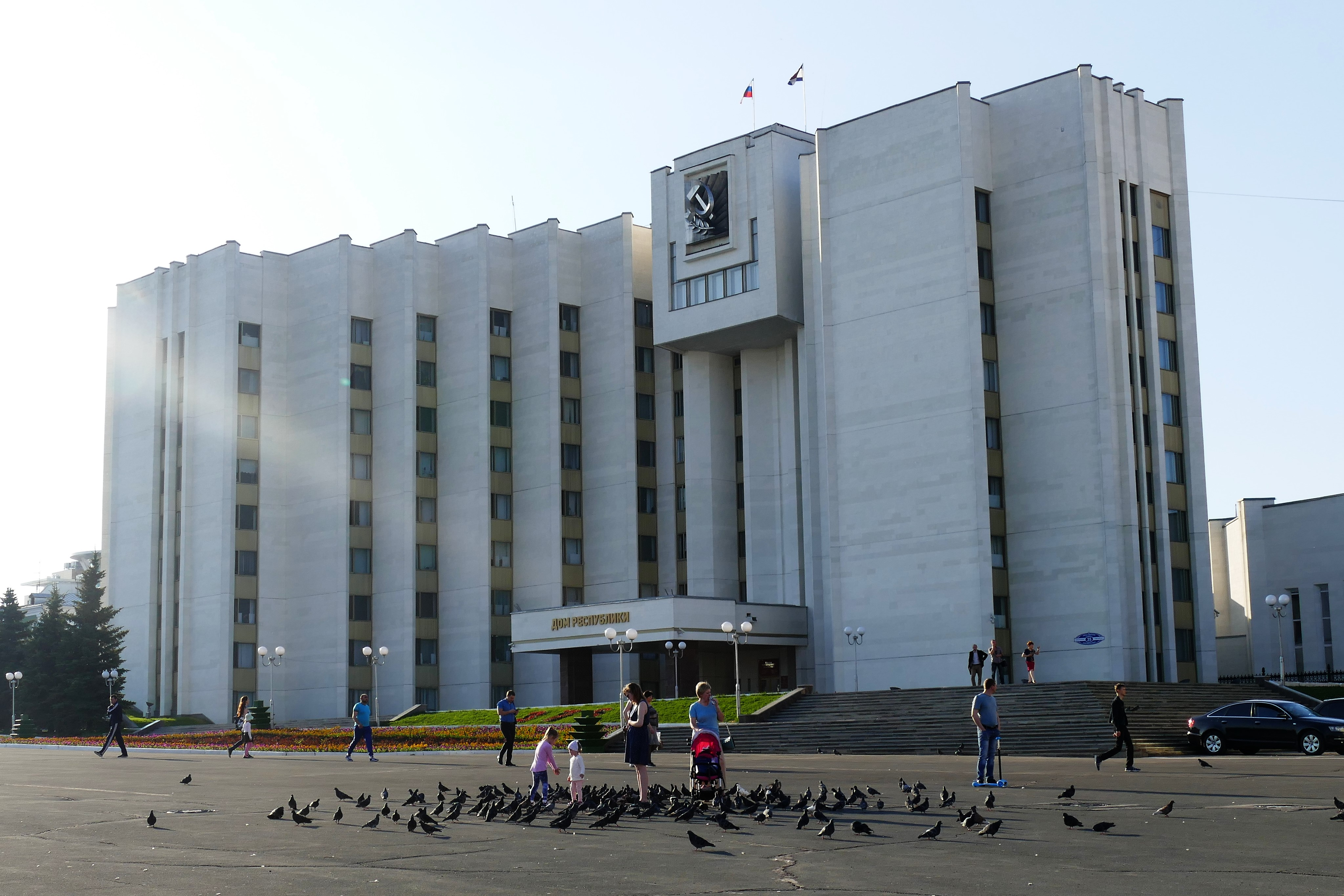
Здание дома Республики

Дом Республики был построен в 1987 году в городе Саранск. Автор проекта — лауреат Ленинской премии, Герой Социалистического Труда, заслуженный архитектор РСФСР Г. Г. Исакович (Центральный НИИ экспериментального проектирования зрелищных зданий и спортивных сооружений, Москва).
В 1987 — 1991 годах в Доме Республики размещались Мордовский ОК КПСС, ОК ВЛКСМ; с 1991 года — Правительство, Администрация главы РМ, полномочный представитель Президента РФ в РМ, с 2000 года — Главный федеральный инспектор.

## Архитектура
Московскими архитекторами здание было задумано похожим на складки советского флага, однако красить в цвета его не стали и построили просто белым; здание является достопримечательностью Саранска, оно прозвано в народе «Белый дом».
Объёмная композиция состоит из трёх корпусов: обращённого на Советскую площадь 9-этажного; приземистого дворового; гранёного, выходящего на проспект Ленина. Вертикальность лаконичной композиции подчёркнута ступенчатыми ризалитами, рёбрами простенков. Планировка высотного корпуса — коридорная, в его центре — входной и лестнично-лифтовой узлы. В здании 5 залов заседаний: Большой (на 400 мест), Малый (на 140 мест), Мраморный (на 65 мест) и 2 зала совещаний (на 90 и 65 мест).
Строительные работы выполнены трестом «Саранскжилстрой» (управляющие А. Ф. Косенков, А. З. Мигитко, прораб Г. В. Мартьянов). Скульптурное оформление: на фасаде серп и молот из нержавеющей стали (скульптор И. П. Казанский), в интерьере — барельефы (Ю. Г. Орехов). Светильники изготовлены на ОАО «Лисма». Фасады облицованы белым известняком (Белогорское месторождение, Крым). Здание является композиционным центром ансамбля Советской площади.